# Liste des plus hauts bâtiments de Finlande
Voici la liste des plus grands bâtiments de Finlande d’une hauteur supérieure à 60 mètres, en excluant les églises.
Pour les autres structures voir liste des plus hautes structures en Finlande.

## Les plus grands bâtiments actuels
| Bâtiment                 | Ville       | Hauteur | Étages | Construction |
| ------------------------ | ----------- | ------- | ------ | ------------ |
| Tour de câbles           | Kirkkonummi | 185 m   | 24     | 2024         |
| Näsinneula               | Tampere     | 134,5 m |        | 1971         |
| Majakka                  | Helsinki    | 134 m   | 35     | 2019         |
| Loisto                   | Helsinki    | 124 m   | 32     | 2020         |
| Atlas                    | Helsinki    | 120 m   | 33     | 2024         |
| Lumo One                 | Helsinki    | 118 m   | 31     | 2022         |
| Horisontti               | Helsinki    | 111 m   | 26     | 2025         |
| Visio                    | Helsinki    | 98 m    | 24     | 2024         |
| Wasa Station             | Vaasa       | 90 m    | 25     | 1921         |
| Hôtel Torni              | Tampere     | 88 m    | 25     | 2014         |
| Tour Cirrus              | Helsinki    | 86 m    | 28     | 2006         |
| Tour Hyperion            | Helsinki    | 85 m    | 24     | 2023         |
| Niittyhuippu             | Espoo       | 85 m    | 24     | 2017         |
| Siège de Fortum          | Espoo       | 84 m    | 20     | 1976         |
| Tour de l'Itäkeskus      | Helsinki    | 82 m    | 19     | 1987         |
| Hôtel Clarion            | Helsinki    | 75 m    | 16     | 2016         |
| Siège de Kone            | Espoo       | 73 m    | 18     | 2001         |
| Tour Panoramique         | Espoo       | 73 m    | 17     | 2008         |
| Meritorni                | Espoo       | 70 m    | 22     | 1999         |
| Luminary                 | Tampere     | 70 m    | 21     | 2018         |
| Hôtel Torni              | Helsinki    | 70 m    | 13     | 1931         |
| Tour de Leppävaara       | Espoo       | 68 m    | 21     | 2010         |
| Itämerentorni            | Helsinki    | 66 m    | 18     | 2000         |
| Tour de Reimari          | Espoo       | 66 m    | 18     | 1990         |
| MicroTower               | Kuopio      | 65 m    | 14     | 2004         |
| Hôtel Ilves              | Tampere     | 63 m    | 18     | 1986         |
| Reimantorni              | Espoo       | 63 m    | 18     | 2007         |
| Tour du Port de Vuosaari | Helsinki    | 62 m    | 12     | 2008         |
| Innova 1                 | Jyväskylä   | 59 m    | 15     | 2002         |
| Sellonhuippu             | Espoo       | 58 m    | 17     | 2011         |
| Airiston Tähti           | Turku       | 58 m    | 18     | 2001         |
| Kuopion Portti           | Kuopio      | 58 m    | 15     | 2022         |
| Martintorni              | Vantaa      | 56 m    | 15     | 2012         |

## Églises
| Rang      | Bâtiment                          | Ville     | Hauteur | Construction |
| --------- | --------------------------------- | --------- | ------- | ------------ |
| 1         | Église Mikael Agricola            | Helsinki  | 97 m    | 1935         |
| 2         | Cathédrale de Turku               | Turku     | 86 m    | 1834         |
| 3         | Église Mikael de Turku            | Turku     | 77 m    | 1905         |
| 4         | Église Saint-Jean d'Helsinki      | Helsinki  | 74 m    | 1891         |
| 5         | Église centrale de Pori           | Pori      | 72 m    | 1863         |
| 6         | Église du Kallio                  | Helsinki  | 65 m    | 1912         |
| 7         | Église de la Croix des plaines    | Seinäjoki | 65 m    | 1960         |
| 8         | Église de Martti                  | Turku     | 64 m    | 1933         |
| 9         | Cathédrale de Mikkeli             | Mikkeli   | 64 m    | 1897         |
| 10        | Cathédrale de Tampere             | Tampere   | 64 m    | 1907         |
| 11        | Cathédrale luthérienne d'Helsinki | Helsinki  | 62 m    | 1852         |
| Sources,: |                                   |           |         |              |

## Hôtels
| Rang | Bâtiment            | Ville    | Hauteur | Etages | Construction |
| ---- | ------------------- | -------- | ------- | ------ | ------------ |
| 1    | Hôtel Torni         | Tampere  | 88 m    |        | 2014         |
| 2    | Hôtel Clarion       | Helsinki | 78 m    | 16     | 2016         |
| 2    | Hôtel Torni         | Helsinki | 70 m    | 13     | 1931         |
| 3    | Hôtel Ilves         | Tampere  | 63 m    | 18     | 1986         |
| 2    | Hôtel Flamingo (fi) | Vantaa   | 55 m    | 13     | 2008         |

## Tours de télévision
| Rang | Bâtiment            | Ville    | Hauteur | Etages | Construction |
| ---- | ------------------- | -------- | ------- | ------ | ------------ |
| 1    | Tour d'Espoo        | Espoo    | 326 m   |        | 1971         |
| 1    | Tour de Pasila      | Helsinki | 146 m   |        | 1983         |
| 2    | Tour de Pääskyvuori | Turku    | 122 m   |        | 1964         |

## Tours d'observation
| Rang | Bâtiment        | Ville    | Hauteur | Etages | Construction |
| ---- | --------------- | -------- | ------- | ------ | ------------ |
| 1    | Näsinneula      | Tampere  | 168 m   |        | 1971         |
| 2    | Tour de Puijo   | Kuopio   | 75 m    |        | 1963         |
| 3    | Stade olympique | Helsinki | 72 m    | 24     | 1938         |

## Pylônes de ponts
| Rang | Bâtiment           | Ville     | Hauteur | Construction |
| ---- | ------------------ | --------- | ------- | ------------ |
| 1    | Pont de Tähtiniemi | Heinola   | 105 m   | 1993         |
| 2    | Pont de Kärkinen   | Jyväskylä | 96 m    | 1997         |
| 3    | Pont de Replot     | Korsholm  | 82 m    | 1996         |